# Scream Aim Fire (chanson)
Cet article concerne chanson. Pour l'album du même nom, voir Scream Aim Fire.
Singles de Bullet for My Valentine
Tears Don't Fall
(2006) Hearts Burst Into Fire
(2008)
Scream Aim Fire est le premier single du groupe Bullet for My Valentine provenant de leur nouvel album, Scream Aim Fire. Il paraît sur iTunes aux États-Unis le 18 décembre 2007, présenté dans mes jeux vidéo Guitar Hero World Tour et les versions non-américaines de Guitar Hero Modern Hits, il s'agit du single du groupe ayant le plus accédé aux classements musicaux. Il est également disponible en format téléchargeable pour Rock Band 3

## Vidéoclip
Le clip montre Bullet For My Valentine en train de jouer au milieu d'un hangar. Les images reste partagés entre des images du groupe et d'autre de guerre. Comme l'explique Matt durant les concerts, les paroles parlent « d'aller à la guerre. » Le vidéoclip a été réalisé par Tony Petrossian (en).

## Liste des pistes
Édition américaine
1. Scream Aim Fire – 4:26
2. Eye of the Storm – 4.03
3. Pré-écoute de l'album avec commentaires du groupe – 15:50

Édition en CD et britannique
1. Scream Aim Fire – 4:26
2. Forever And Always (Acoustic) – 4:19

Vinyl Noir
1. Scream Aim Fire – 4:26
2. Creeping Death (Metallica cover) – 6:40

Vinyl rouge
1. Scream Aim Fire – 4:26
2. Crazy Train (Ozzy Osbourne cover) – 4:51

## Classements hebdomadaires
| Classement (2008)                         | Meilleure position |
| ----------------------------------------- | ------------------ |
| Allemagne (GfK Entertainment)             | 58                 |
| Écosse (OCC)                              | 7                  |
| États-Unis (Alternative Songs)            | 26                 |
| États-Unis (Mainstream Rock Tracks chart) | 16                 |
| Royaume-Uni (UK Singles Chart)            | 34                 |
| Royaume-Uni (UK Rock Chart)               | 1                  |
| Suède (Sverigetopplistan)                 | 49                 |

## Membres
- Matthew Tuck - chant, guitare
- Michael Paget - guitare, chant secondaire
- Jason James - basse, chant secondaire
- Michael Thomas - batterie